# Karel Tammjärv
Karel Tammjärv (Tartu, 25 maggio 1989) è un fondista estone.

## Biografia
Attivo in gare FIS dal febbraio del 2007, Tammjärv ha esordito in Coppa del Mondo il 7 marzo 2009 a Lahti (58º), ai Giochi olimpici invernali a Vancouver 2010 (67º nella 15 km, 46º nell'inseguimento) e ai Campionati mondiali a Oslo 2011 (26º nella 15 km, 49º nella 50 km, 38º nell'inseguimento, 10º nella staffetta). Ai successivi Mondiali della Val di Fiemme 2013 si è classificato 39º nella 50 km, 57º nello skiathlon e 15º nella staffetta, mentre ai XXII Giochi olimpici invernali di Soči 2014 si è piazzato 45º nella 15 km, 49º nella 50 km e 10º nella staffetta.
Ha quindi preso parte alle rassegne iridate di Falun 2015 (43º nello skiathlon, 16º nella staffetta, non ha concluso la 50 km) e di Lahti 2017 (58º nella sprint, 36º nell'inseguimento, 13º nella staffetta) e ai XXIII Giochi olimpici invernali di Pyeongchang 2018, dove è stato 22º nella 15 km, 32º nello skiathlon, 17º nella sprint a squadre e 12º nella staffetta.
Ai Mondiali di Seefeld in Tirol 2019 si è classificato 43º nella sprint e 27º nello skiathlon prima di essere fermato dalla polizia austriaca, assieme al compagno di nazionale Andreas Veerpalu e ad altri tre atleti, per esser stato colto in flagrante mentre faceva uso di doping (Operazione Aderlass). È stato rilasciato il giorno successivo dopo aver ammesso la propria responsabilità e collaborato con le autorità. Alla stampa ha dichiarato che dalla seconda metà dell'estate 2016 l'ex tecnico estone Mati Alaver lo aveva messo in contatto con un medico tedesco che da allora gli aveva somministrato doping ematico; Tammjärv è stato squalificato per quattro anni e tutti i suoi risultati ottenuti a partire dai Mondiali di Lahti 2017 sono stati annullati.

## Palmarès

### Coppa del Mondo
- Miglior piazzamento in classifica generale: 129º nel 2013